# Ostreococcus
Ostreococcus — рід зелених водоростей (Chlorophyta) родини Bathycoccaceae. Це мікроскопічні водорості, що є частиною пікопланктону тропічних морів.

## Опис
Клітини сферичні та кокоїдні, діаметром до 0,8 мкм. Будова клітин дуже проста: вони позбавлені клітинної стінки, містять один хлоропласт, єдину мітохондрію, єдиний комплекс Гольджі, а також ядро. Геном дуже маленький: в O. tauri його розмір становить 13 мегабаз (Мб).

## Поширення
Види Ostreococcus поширені по всій земній кулі в фотичній зоні океанів, де вони фіксують вуглекислий газ і виділяють кисень, будучи, таким чином, продуцентами.